# ТЕЦ Бидгощ-1
53°8′9″ пн. ш. 17°58′57″ сх. д. / 53.13583° пн. ш. 17.98250° сх. д.
ТЕЦ Бидгощ-1 (ЕС-1) – теплоелектроцентраль у однойменному місті на півночі Польщі.
Перша електростанція з’явилась у Бидгощі в 1896 році. Вона, зокрема, забезпечувала потреби міських трамваїв та до 1920-го досягла потужності у 2,5 МВт. Втім, зростаючий попит на електроенергію потребував зведення нового об’єкту, за що узялись в другій половині десятиліття. Оскільки існуюча станція не могла покривати навіть наявні міські потреби, на час будівництва майданчик майбутньої ТЕС забезпечував електроенергією генератор потужністю 450 кВ, призначений для підводного човна.  
Введена в експлуатацію у 1929 році, станція мала центральну котельню з чотирма пиловугільними котлами виробництва Babcock Zieleniewski (незадовго до того краківський завод Зеленевського об’єднався із британською Babcock). Один турбінний комплект потужністю 3 МВт постачила чеська Skoda, тоді як інший з показником 3,5 МВт мав так само чеську турбіну від Першого Брненського машинобудівного заводу та генератор швейцарської компанії Oerlikon.
У 1942-му, під час німецької окупації, ТЕС розширили за рахунок встановлення ще двох котлів та турбіни потужністю 10 МВт. Під час відступу німці спробували завадити подальшому використанню станції та скинули регулятори турбін до річки, однак вдалось їх виловити та запустити ТЕС вже на початку лютого 1945-го.
В 1949-му ТЕС доповнили сьомим котлом виробництва Steinmuller, а в 1954-му тут ввели восьмий котел та ще одну турбіну потужністю 10 МВт.
В 1962-му станцію перетворили на теплоелектроцентраль. Первісно вона постачала пару для сусідніх промислових підприємств, а починаючи з зими 1965/1966 років також і для комунальних потреб. В 1979-му та 1980-му для покриття пікових навантажень додали чотири водогрійні котли WR-25 із тепловою потужністю по 29 МВт, постачені компанією Rafako із Рацибужа. Їх змонтували на місці чотирьох найстаріших парових котлів, котрі працювали з кінця 1920-х. Під час цієї модернізації для видалення продуктів згоряння спорудили димар висотою 100 метрів.
Станом на початок 2010-х на станції продовжували використовувати чотири парові котла та дві турбіни загальною потужністю 14 МВт (хоча фактична потужність становила лише 4 МВт). Разом з чотирма водогрійними котлами це забезпечувало теплову потужність у 194 МВт. Втім, вже у 2016-му за ТЕЦ рахувалось лише три водогрійні котли загальною тепловою потужністю 87 МВт.